# Leptocerus atyudatta
Leptocerus atyudatta är en nattsländeart som beskrevs av Schmid 1987. Leptocerus atyudatta ingår i släktet Leptocerus och familjen långhornssländor. Inga underarter finns listade i Catalogue of Life.